# Булатовка (Оренбургская область)
Булатовка — село в Абдулинском районе Оренбургской области.
Расположено на реке Булатовка в 18 км к северо-западу от Абдулино и в 250 км к северо-северо-западу от Оренбурга. Имеется тупиковая подъездная дорога к селу от автодороги Абдулино — Северное.
| 2010 |
| ---- |
| 180  |

## История
Село основано предположительно в 1760—1780 годы на небольшой речке Буланке.
В 1859 году село состояло из 42 дворов с населением 394 человека.
В 1914 году построена начальная школа.
В апреле 1930 года в Булатовке был организован колхоз «Известия ВЦИК», председателем которого был избран бывший казак, полный Георгиевский кавалер Глухов Егор Сафронович. Правление находилось в его доме. В 1935 году в колхозе были автомашины ГАЗ-АА и ЗИС-5. Поля обрабатывали четыре колесных трактора и два комбайна Покровской МТС.
В 1936 году в селе была построена механическая (на нефти) мельница.
С 1937 по 1939 год колхоз выставлял свою продукцию на ВДНХ в Москве.
На фронт с 1941 по 1945 год из села ушли 150, вернулись 73 человека. За мужество и героизм Глухов В. Е. — сын первого председателя колхоза — был награжден орденом Кутузова III степени.
В 1953 году в Булатовке построили за речкой деревянную восьмилетнюю школу.
В 1953 году в селе появился телефон, а в 1954 году — радио.
В 1985 году построили водопровод. В 1980 году в память о погибших воинах возле СДК установлен обелиск.
В 1987 году в селе организован колхоз «Рассвет».
В 1992 году в Булатовке было построено новое здание школы, ликвидировано в 2010 году.
В настоящее время в селе проживает 213 жителей, в школе обучается 28 учеников.
В СПК «Рассвет» (председатель Ершов А. И.) работает 41 человек (14 животноводов, 8 механизаторов).
На землях бывшего колхоза работают три фермерских хозяйства.
В 2009 году произведена газификация села.